# Kowalik (Rozogi)
Kowalik (deutsch Kowallik, 1928 bis 1945 Waldburg) ist ein Dorf in der polnischen Woiwodschaft Ermland-Masuren. Es gehört zur Gmina Rozogi (Landgemeinde Friedrichshof) im Powiat Szczycieński (Kreis Ortelsburg).

## Geographische Lage
Kowalik liegt in der südlichen Mitte der Woiwodschaft Ermland-Masuren, 32 Kilometer südöstlich der Kreisstadt Szczytno (deutsch Ortelsburg).

## Geschichte

### Bis 1945
Von 1928 bis 1945 bestand die Landgemeinde Waldburg, die sich in drei Ortschaften untergliederte: Klein Blumenau, Kowallik und Waldburg.

#### Klein Blumenau
Die vor 1811 gegründete Landgemeinde Klein Blumenau (polnisch Kwiatuszki Małe) wurde vor der Wende 19./20. Jahrhundert in die Landgemeinde Kowallik eingegliedert.

#### Kowallik
Der Zeitpunkt der Gründung der Landgemeinde Kowallik ist nicht bekannt. Im Jahre 1820 wird das kleine Dorf als Kowalik erwähnt. Das 750 Meter südlich gelegene Sägewerk verschaffte dem Ort regionale Bedeutung.
Im Jahre 1874 wurde Kowallik in den neu errichteten Amtsbezirk Farienen (polnisch Faryny) im ostpreußischen Kreis Ortelsburg eingegliedert. Die Einwohnerzahl des Dorfes mit dem Ortsteil Klein Blumenau belief sich 1910 auf 228. Aufgrund der Bestimmungen des Versailler Vertrags stimmte die Bevölkerung in den Volksabstimmungen in Ost- und Westpreußen am 11. Juli 1920 über die weitere staatliche Zugehörigkeit zu Ostpreußen (und damit zu Deutschland) oder den Anschluss an Polen ab. In Kowallik stimmten 208 Einwohner für den Verbleib bei Ostpreußen, auf Polen entfielen keine Stimmen.
Am 30. September 1928 wurde der Gutsbezirk Waldburg in die Landgemeinde Kowallik eingegliedert, und zeitgleich wurde Kowallik in „Waldburg“ umbenannt. Bis 1945 blieb diese Namensgebung der Gemeinde bestehen, Kowallik war jetzt nur noch ein Wohnplatz der „neuen“ Gemeinde, bevor dann in der polnischen Namensform die einstige Bezeichnung wieder aufgegriffen wird.

#### Waldburg
Über die Entstehung des Gutsdorfs Waldburg fehlen sichere Nachrichten. Es kursieren Ortsbezeichnungen wie Mosdzien, nach 1754 Katzmarcik Piecisko, nach 1785 Kaczmarskie, um 1815 Pieczysko, bis sich 1857 der Eintrag „ist der Ort Chatoullée erst 1822 angelegt“ fand und dabei auch die drei Orte Klein Blumenau, Kowallik und Chatoullée = Waldburg genannt wurden.
Wie die Landgemeinden Klein Blumenau und Kowallik wurde auch der Gutsbezirk Waldburg 1874 in den Amtsbezirk Farienen (polnisch Faryny) eingegliedert. Im Jahre 1910 zählte das Gutsdorf Waldburg 35 Einwohner. In der Landgemeinde Waldburg wurden 1933 insgesamt 307, und 1939 noch 287 Einwohner registriert. Bei der Volksabstimmung am 11. Juli 1920 stimmten in Waldburg 44 Einwohner für den Verbleib bei Ostpreußen, auf Polen entfielen keine Stimmen.
In Waldburg befand sich bis 1945 eine Zollgrenzaufsichtsstelle.

### Nach 1945
In Kriegsfolge kamen Waldburg und seine drei Ortschaften 1945 mit dem gesamten südlichen Ostpreußen zu Polen. Das Dorf erhielt die polnische Namensform „Kowalik“ und ist heute Sitz eines Schulzenamtes (polnisch Sołectwo). Als solches ist es in den Verbund der Landgemeinde Rozogi (Friedrichshof) im Powiat Szczycieński (Kreis Ortelsburg) eingegliedert, bis 1998 der Woiwodschaft Ostrołęka, seither der Woiwodschaft Ermland-Masuren zugehörig. Im Jahre 2011 zählte Kowalik 173 Einwohner.

## Kirche
Waldburg mit seinen drei Wohnplätzen war bis 1945 zur evangelischen Kirche Friedrichshof in der Kirchenprovinz Ostpreußen der Evangelischen Kirche der Altpreußischen Union ausgerichtet sowie zur römisch-katholischen Pfarrei in Liebenberg (polnisch Klon) im damaligen Bistum Ermland.
Der Bezug zur Kirche in Rozogi besteht heute katholischerseits. Die Pfarrkirche gehörte zum jetzigen Erzbistum Ermland. Die evangelischen Einwohner orientieren sich zur Kirche in Szczytno (Ortelsburg) in der Diözese Masuren der Evangelisch-Augsburgischen Kirche in Polen.

## Schule
Die während der Regierung Friedrich Wilhelms III. gegründete Schule wurde im Ersten Weltkrieg zerstört und 1921 wieder aufgebaut.

## Verkehr
Kowalik liegt an einer Nebenstraße, die bei Rozogi (Friedrichshof) von der polnischen Landesstraße 53 (einstige deutsche Reichsstraße 134) abzweigt und über Kwiatuszki Wielkie (Groß Blumenau) nach Ciesina (Erdmannen) und bis Karpa (Karpa, 1938 bis 1945 Karpen) führt. Eine Anbindung an den Bahnverkehr besteht nicht.